# Latkivți, Borșciv
Latkivți (în ucraineană Латківці) este un sat în comuna Urojaine din raionul Borșciv, regiunea Ternopil, Ucraina.

## Demografie
Componența lingvistică a localității Latkivți
     Ucraineană (99,69%)
     Alte limbi (0,31%)
Conform recensământului din 2001, majoritatea populației localității Latkivți era vorbitoare de ucraineană (99,69%), existând în minoritate și vorbitori de alte limbi.